# Gladstone Osório Mársico
Gladstone Osório Mársico (Erechim, 5 de abril de 1927 – Porto Alegre, 23 de abril de 1976) foi um escritor brasileiro.
Formado em ciências jurídicas, um dos advogados da companhia inglesa Jewish Colonization Association, atuou como vereador erechinense no período de (1956-1959), e diretor do clube esportivo, Ipiranga Futebol Clube (1970-1971), dedicou sua breve carreira às obras satíricas. Seu trabalho é marcado pelo uso do humor como chave para revelar o grotesco e o pitoresco da sociedade moderna. 
Pelo viés científico o trabalho de Mársico foi estudo, primeiramente em 1994, na dissertação de mestrado da Professora Dr. em Letras, Vera Beatriz Sass, com a obra: O satírico e o picaresco em Gladstone Osório Mársico, encontra-se uma análise de como Mársico faz o uso da sátira em suas obras, partindo do referencial teórico da picaresca clássica espanhola, e da influência da picaresca no Modernismo Brasileiro.
Em 2009, foi fruto da dissertação de mestrado do Professor Mestre em Letras Adilson Barbosa, com Cágada: riso, humor e representação, que analisou o romance "Cágada", sob a perspectiva do humor e dos ativadores de comicidade, mostrando como Mársico usou a sátira para ridicularizar dois contextos históricos diferentes: a colonização judaica no Rio Grande do Sul e o Golpe militar de 1964. 
Em 2017, Daniele  Rosa Monteiro, produziu Patrimônio documental: um estudo sobre a preservação do arquivo pessoal do Dr. Gladstone Osório Mársico, recuperou os documentos da trajetória de vida do escritor Gladstone Osório Mársico, representada por seu acervo pessoal, localizado na Biblioteca pública municipal de Erechim Dr. Gladstone Osório Mársico, o acervo de Mársico foi submetido a uma análise que permitiu conhecer os tipos de documentos que o compunham e avaliar seu estado de conservação.
Em 2019, a mestre em História, Gláucia Elisa Zinani Rodrigues, sob orientação da Dr. Rosane Márcia Neumann, tratou a obra Cágada como fonte histórica produzindo a dissertação, A representação do imigrante judeu na literatura do RS: Cágada e O exército de um homem só. Trata-se de um estudo comparativo dos espaços e seus sujeitos, da Fazenda Quatro Irmãos e do bairro porto-alegrense Bom-Fim. No trabalho foram analisada as representações nas obras literárias e foram encontradas cinco categorias; o judeu religioso, colonizador, capitalista e comerciante, a mulher judia, o judeu e a política.

## Biografia
Gladstone alcançou notoriedade no lançamento de seu terceiro livro, "Cogumelos de Outono", quando foi citado como "uma das maiores revelações da prosa satírica brasileira".
Faleceu em 1976, em Porto Alegre, para onde havia se mudado com a família (3 filhos e sua esposa, Yvonne Salamoni Mársico), deixando um romance inacabado, "Furunculo" que foi publicado post mortem.

## Obras
- Minha Morte e Outras Vidas (1958)
- Gatos à Paisana (1962)
- Cogumelos de Outono (1972)
- Cágada (ou a história de um município a passo de) (1974)
- Furúnculos (1994) - póstumo, através da pesquisa de Vera Sass